# 쿠칭

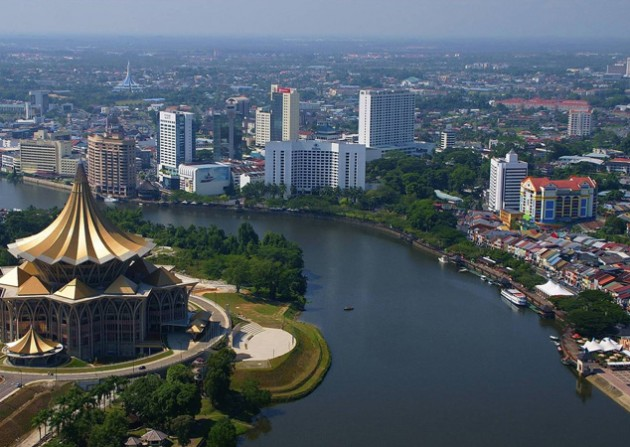
쿠칭 워터 프론트

쿠칭(말레이어: Kuching)은 말레이시아 보르네오섬 북부에 있는 사라왁주의 주도로, 말레이시아에서 네 번째로 큰 도시이다. 면적은 431.01km2, 인구는 658,549명(2010년 기준)이다. 도시 이름은 말레이어로 "고양이"를 뜻하며 시내에는 고양이와 관련된 조각상과 박물관이 들어서 있다.

## 행정 구역
쿠칭은 1988년 8월 1일 시로 승격되었다. 쿠칭은 두 시장에 의해 관리되는 유일무이한 말레이시아 도시이며, 크게 북쿠칭과 남쿠칭으로 나뉘어 있다. 남쿠칭은 시장이 관리하고, 북쿠칭은 임명 위원이 관리한다.

## 인구
전체 인구 가운데 말레이인가 다수를 차지하며 그 다음으로는 중국계과 이반족, 기타 민족 인구가 많다. 이 지역의 원주민인 다야크족은 이반족과 비다유족, 믈라나우족, 오랑울루족 등에 속하는 민족으로 나뉜다. 중국계의 경우 도시 지역에서는 푸젠성 출신이 다수를 차지하며 농촌 지역에서는 하카 출신이 다수를 차지한다.

## 종교
기독교와 불교, 도교, 이슬람교 신자가 다수를 차지한다. 중국계는 불교나 도교, 기독교 신자가 많고 말레이인은 무슬림(이슬람교 신자), 다야크족은 기독교 신자가 다수를 차지한다.

## 언어
말레이어와 영어를 구사하는 인구가 다수를 차지하며 일상 생활에서는 영어가 사용된다. 쿠칭에 사는 말레이인들이 구사하는 방언은 바하사 사라왁어(Bahasa Sarawak) 또는 사라왁인 말레이어(Sarawakain Malay Language)라고 불린다. 도시에서 두 번째로 많은 인구를 차지하는 구성원이 중국인이기 때문에 중국어 또한 신문 등 일상 생활에서 쓰이고 있다.

## 관광
- 워터 프론트 (Waterfront) - 사라왁 강에 약 900m에 걸쳐 이어지는 산책로이다. 오픈 카페나 음식점이 즐비하고 해질녘에는 지역 주민의 휴식처가 되고 있다. 화이트 라자 왕 시대의 역사적인 건물을 바라 볼 수있다. 이 지역에는 다리가 없는 대신 주택가와 도심을 연결하는 나룻배가 중요한 교통 수단으로 자리잡고 있다.
- 사라왁 박물관 (Sarawak Museum) - 화이트 라자 시대의 1891년에 지어진 박물관. 사라왁에 서식하는 동물의 표본과 원주민 문화에 관련된 것 등이 다수 전시되어있다.
- 고양이 박물관 (Kuching Cat Museum) - 전 세계에서 수집한 2000 개 이상의 고양이 관련 서적, 상, 전시품 등이 전시중이다.
- 포트 마르게리타 (Fort Margherita) - 1879년 해적에 대비하기 위해 지어진 사라왁 강 북부에 있는 요새이다. 당시 왕의었던 찰스 브룩의 왕비 마가렛의 이름을 따서 명명되었다.
- 사라왁 문화 마을 (Sarawak Cultural Village) - 사라왁을 대표하는 7 개의 원주민 전통 가옥을 복원하고 각 민족의 주민의 문화 공연이 열린다. 레스토랑에서는 사라왁 전통 요리도 맛볼 수 있다.
- 다마이 비치(Damai Beach) - 쿠칭 북쪽 교외에 있는 독특한 모양 산투봉 산과 남 지나해에 둘러싸인 리조트 지역. 해변가에 대형 리조트 호텔과 골프 클럽이 있다.
- 세멘고 와일드 라이프 센터 (Semenggoh Wildlife Center) - 오랑우탄을 야생으로 되보내는 프로젝트가 진행중인 보호 구역 . 매일 2회 (8시 30분 및 14시 30분) 먹이 시간에는 관리자가 여행객들을 직접 먹이를 주는 곳으로 인솔해주며 가면 있어 숲 속에서 오랑우탄이 과일을 먹는 장면을 포착할 수 있다.
- 바코 국립 공원(Bako National Park) - 남중국해에 면한 사라왁 주에서 가장 오래된 국립 공원. 맹그로브 숲속에는 코 원숭이와 실버 리프 원숭이가 서식하고 있다.

## 교통
쿠칭 국제공항은 비행기 여행객의 주요 기점 공항이다. 이 공항의 역사는 1940년대로 거슬러 올라간다. 2006년 4월에 새롭게 단장하여 오픈하였다.

## 기후
| 쿠칭의 기후                                                                             | 쿠칭의 기후   | 쿠칭의 기후   | 쿠칭의 기후   | 쿠칭의 기후   | 쿠칭의 기후   | 쿠칭의 기후   | 쿠칭의 기후  | 쿠칭의 기후   | 쿠칭의 기후  | 쿠칭의 기후   | 쿠칭의 기후   | 쿠칭의 기후   | 쿠칭의 기후      |
| 월                                                                                      | 1월           | 2월           | 3월           | 4월           | 5월           | 6월           | 7월          | 8월           | 9월          | 10월          | 11월          | 12월          | 연간             |
| --------------------------------------------------------------------------------------- | ------------- | ------------- | ------------- | ------------- | ------------- | ------------- | ------------ | ------------- | ------------ | ------------- | ------------- | ------------- | ---------------- |
| 역대 최고 기온 °C (°F)                                                                  | 34.6 (94.3)   | 34.7 (94.5)   | 35.2 (95.4)   | 36.1 (97.0)   | 36.0 (96.8)   | 35.6 (96.1)   | 36.1 (97.0)  | 36.4 (97.5)   | 37.1 (98.8)  | 36.5 (97.7)   | 34.8 (94.6)   | 34.7 (94.5)   | 37.1 (98.8)      |
| 일평균 최고 기온 °C (°F)                                                                | 30.0 (86.0)   | 30.2 (86.4)   | 31.4 (88.5)   | 32.4 (90.3)   | 32.7 (90.9)   | 32.6 (90.7)   | 32.5 (90.5)  | 32.6 (90.7)   | 32.1 (89.8)  | 32.0 (89.6)   | 31.7 (89.1)   | 31.0 (87.8)   | 31.8 (89.2)      |
| 일일 평균 기온 °C (°F)                                                                  | 25.9 (78.6)   | 26.0 (78.8)   | 26.5 (79.7)   | 26.8 (80.2)   | 27.1 (80.8)   | 27.0 (80.6)   | 27.0 (80.6)  | 26.9 (80.4)   | 26.6 (79.9)  | 26.3 (79.3)   | 26.2 (79.2)   | 26.0 (78.8)   | 26.5 (79.7)      |
| 일평균 최저 기온 °C (°F)                                                                | 23.3 (73.9)   | 23.4 (74.1)   | 23.6 (74.5)   | 23.7 (74.7)   | 23.9 (75.0)   | 23.7 (74.7)   | 23.4 (74.1)  | 23.4 (74.1)   | 23.3 (73.9)  | 23.3 (73.9)   | 23.3 (73.9)   | 23.3 (73.9)   | 23.5 (74.3)      |
| 역대 최저 기온 °C (°F)                                                                  | 17.8 (64.0)   | 18.9 (66.0)   | 18.3 (64.9)   | 20.0 (68.0)   | 20.6 (69.1)   | 18.9 (66.0)   | 19.4 (66.9)  | 19.4 (66.9)   | 19.3 (66.7)  | 20.5 (68.9)   | 20.0 (68.0)   | 18.9 (66.0)   | 17.8 (64.0)      |
| 평균 강수량 mm (인치)                                                                   | 672.3 (26.47) | 501.4 (19.74) | 340.2 (13.39) | 303.2 (11.94) | 267.8 (10.54) | 255.4 (10.06) | 200.9 (7.91) | 263.7 (10.38) | 245.3 (9.66) | 343.1 (13.51) | 341.5 (13.44) | 498.1 (19.61) | 4,232.7 (166.64) |
| 평균 강수일수 (≥ 1.0 mm)                                                                | 21.4          | 17.0          | 17.6          | 17.4          | 15.9          | 14.5          | 13.1         | 14.7          | 15.8         | 19.1          | 21.2          | 22.8          | 210.5            |
| 평균 상대 습도 (%)                                                                      | 89            | 88            | 86            | 86            | 86            | 84            | 83           | 83            | 85           | 86            | 88            | 89            | 86               |
| 평균 월간 일조시간                                                                      | 126           | 137           | 149           | 154           | 156           | 159           | 165          | 163           | 158          | 152           | 149           | 136           | 1,804            |
| 출처 1: 세계기상기구 (평년값: 1991년~2020년)                                            |               |               |               |               |               |               |              |               |              |               |               |               |                  |
| 출처 2: Ogimet, Meteo Climat (극값: 1876년~현재), 독일 기상청 (상대습도: 1975년~1985년) |               |               |               |               |               |               |              |               |              |               |               |               |                  |

## 쇼핑
- 더 스프링(The Spring)[10] – 2008년 1월 10일 오픈. 지하주차장을 포함한 4층짜리 쇼핑몰이다. 팍슨백화점(Parkson), Ta Kiong 슈퍼마켓, MBO 시네마, Padini 컨셉 스토어, MPH 북스토어, 토이저러스 등이 입점해 있다.[11]

- Boulevard Shopping Mall[12] – 2007년 12월 22일 1차 오픈. 2012년 6월 1일 2차 오픈, 150개 이상의 판매점이 추가 입점됨.

- 플라자 메르데카(Plaza Merdeka)[13] – 2012년 11월 29일에 오픈한 시내 최신, 최대의 쇼핑몰이며 팍슨백화점이 입점하고 있다.

- 시티원 메가몰(CityONE Megamall)

- Green Heights Mall[14]

- OneTJ – 사라왁 최초의 ICT 기반 쇼핑몰. 2008년 11월 22일 오픈.

- E-mart – 마탕 자야에 있는 원-스톱 쇼핑몰. E-mart 백화점과 슈퍼마켓이 입점해 있다.

- Hills Shopping Mall[15] – 쿠칭 시 중심에 있는(풀맨 호텔 옆) 2층짜리 쇼핑 센터이다. 2009년 12월 29일 오픈.

- Kuching Sentral – 신 버스터미널과 3층짜리 복합 쇼핑 센터가 합쳐진 곳이다. 쿠칭 국제공항에서 5분 거리에 있다.

- Giant Tabuan Jaya Mall – 사라왁 주에서 가장 큰 자이언트 하이퍼마켓이 입점해 있다.[16]

- Giant Kota Padawan Mall – 2011년 10월 25일 오픈. 사라왁 주에서 3번째로 큰 몰이다.[17]

- Tun Jugah Mall[18]

- OneJaya[19] –2010년 11월 28일 오픈.

- Wisma Saberkas[20]

- Riverside Shopping Complex[21]

- 사라왁 플라자(Sarawak Plaza)[22] – 그랜드 마게리타 호텔과 연결되어 있는 복합 쇼핑몰이다.

- Hock Lee Centre[23]

- Tabuan Plaza

## 갤러리

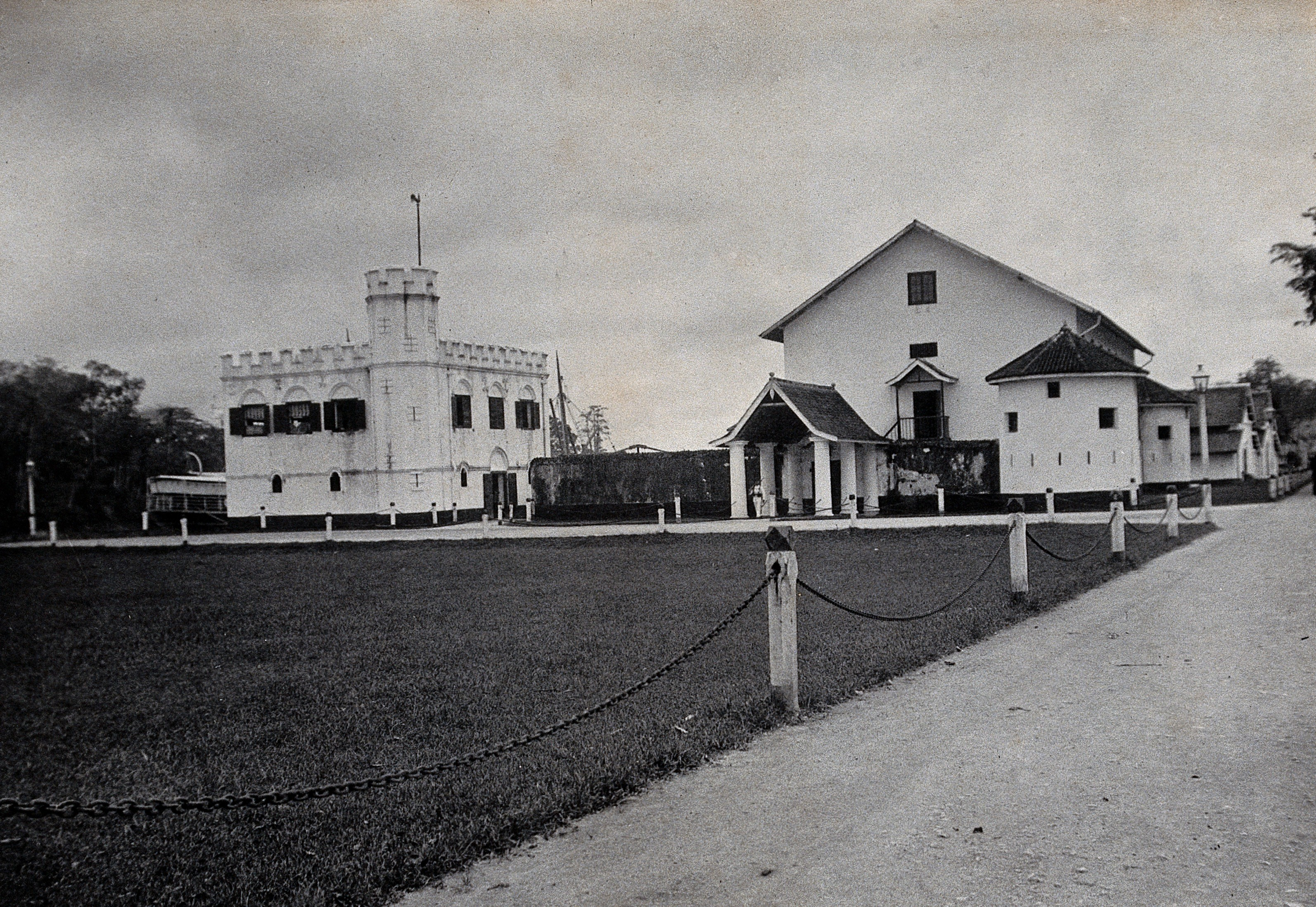
쿠칭현립 교도소는 스퀘어 타워 인근에 위치하고 있다. 화면의 배경상의 시점은 1896년이다.
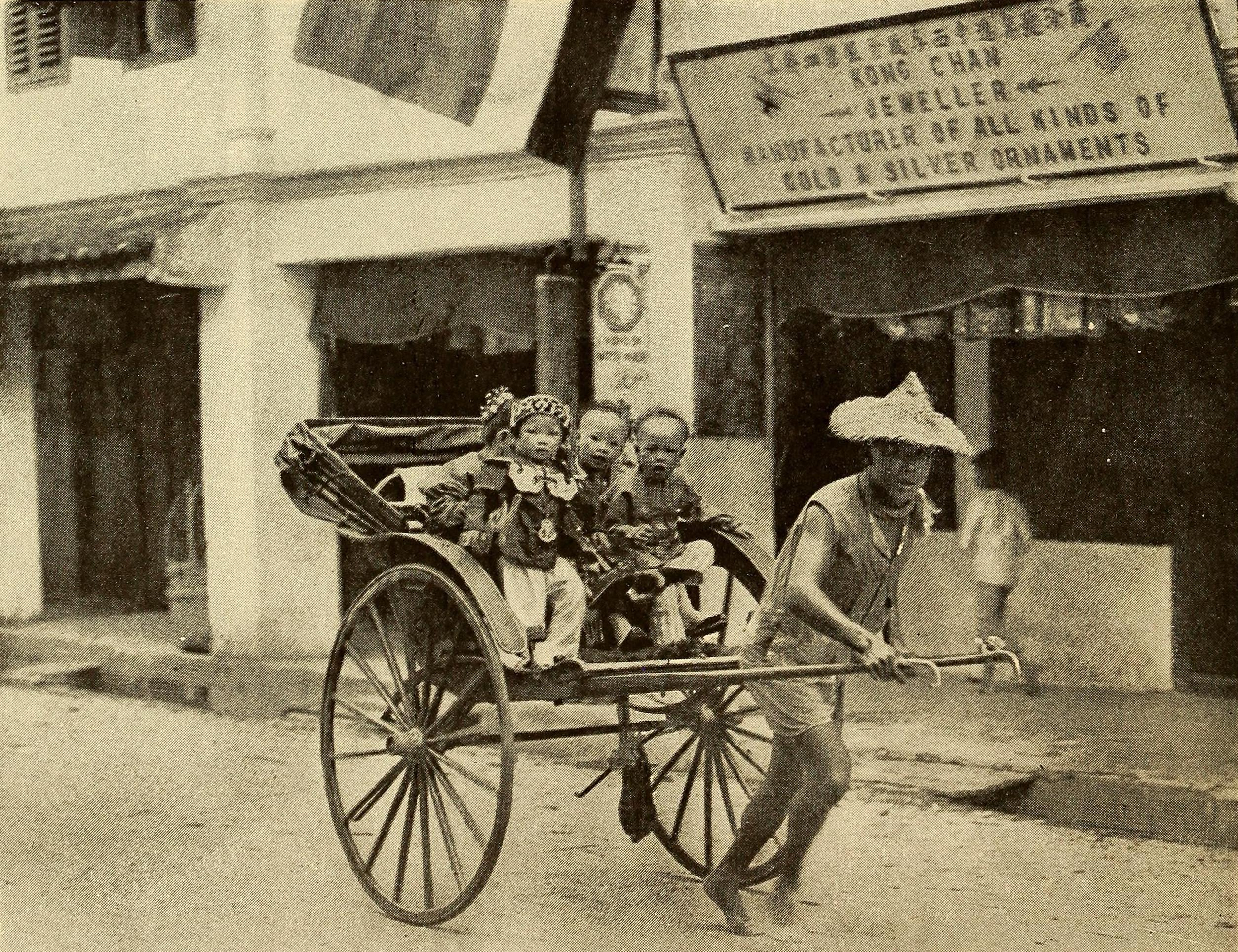
어린이들은 1919년, 쿨리에 의해 도시의 거리를 가로질러 끌려간 상태이다. 그래서 강제로 착취하여 노역을 시키는 기본적인 원인이 될 수도 있다.
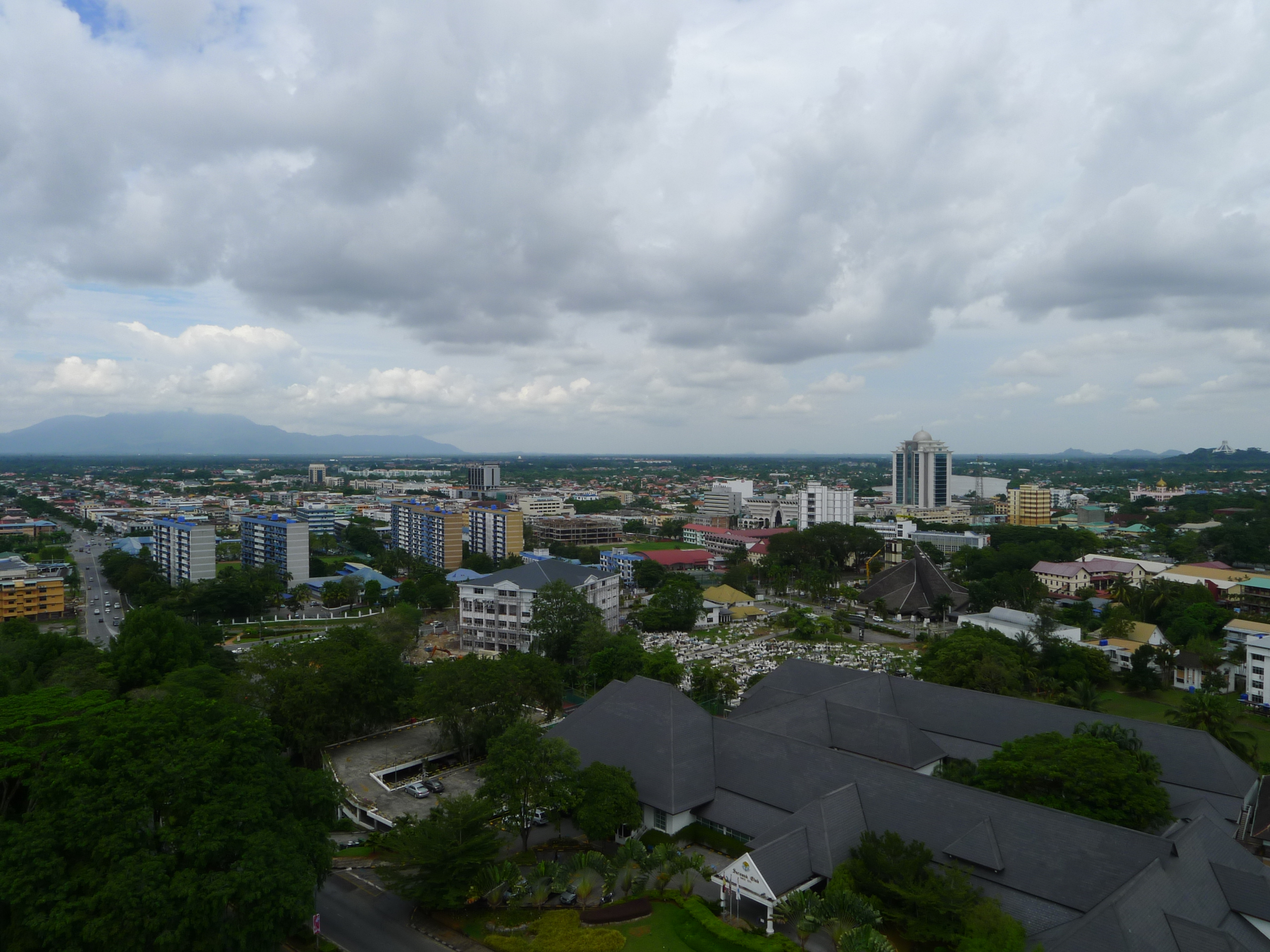
쿠칭의 파노라마 (시가지 일원)
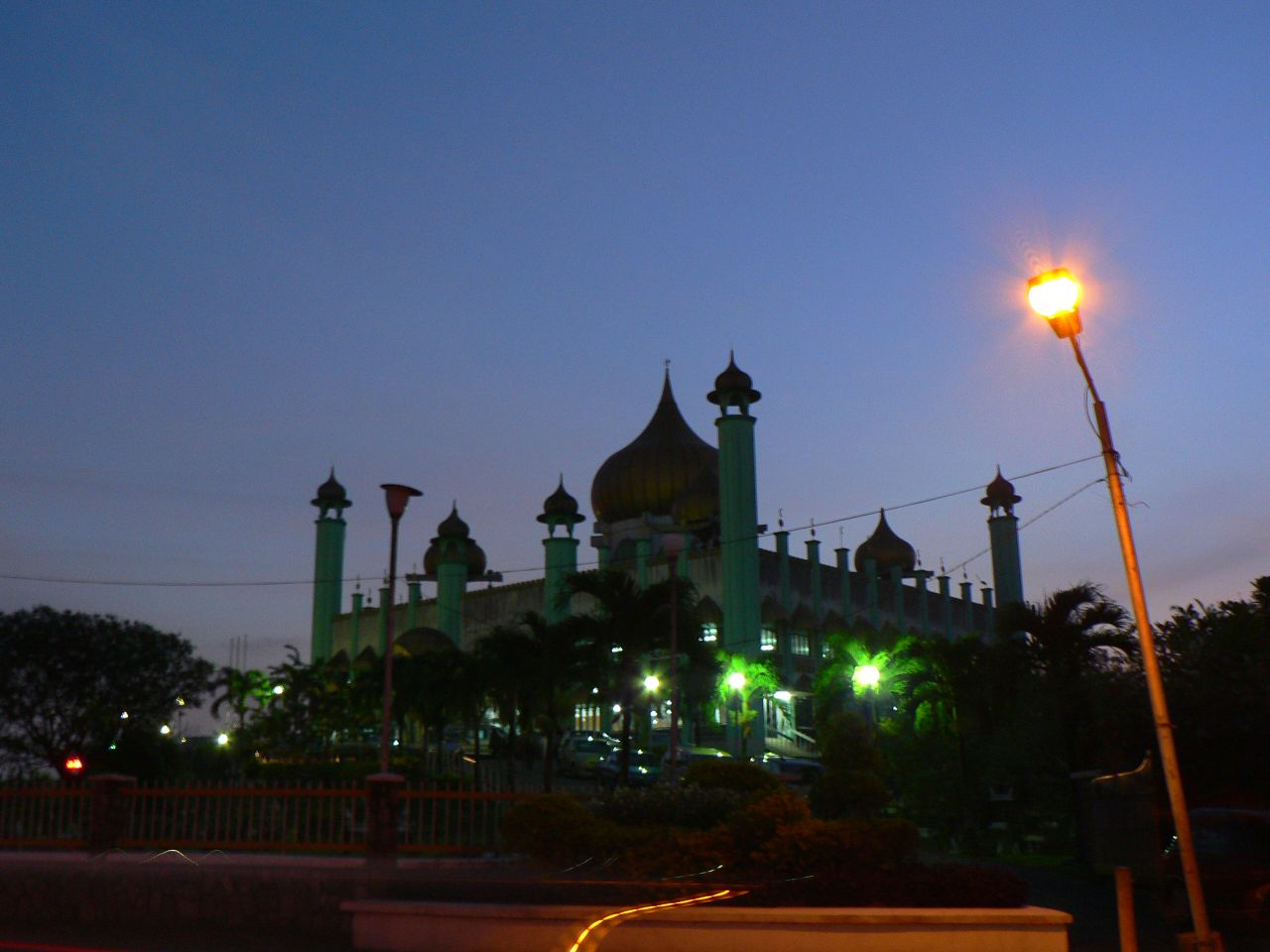
쿠칭의 한 모스크에서 본 석양
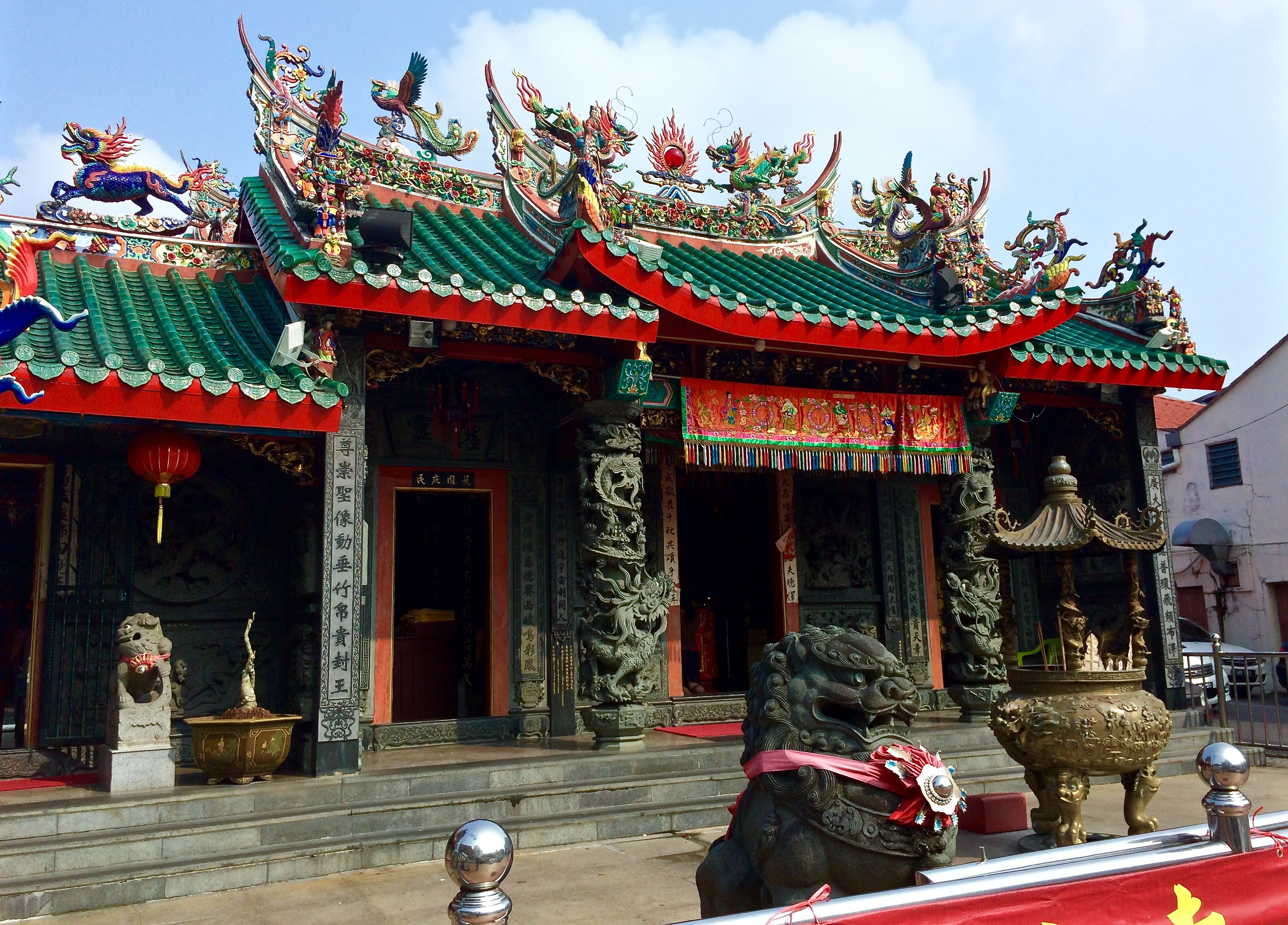
Hong San Si Temple
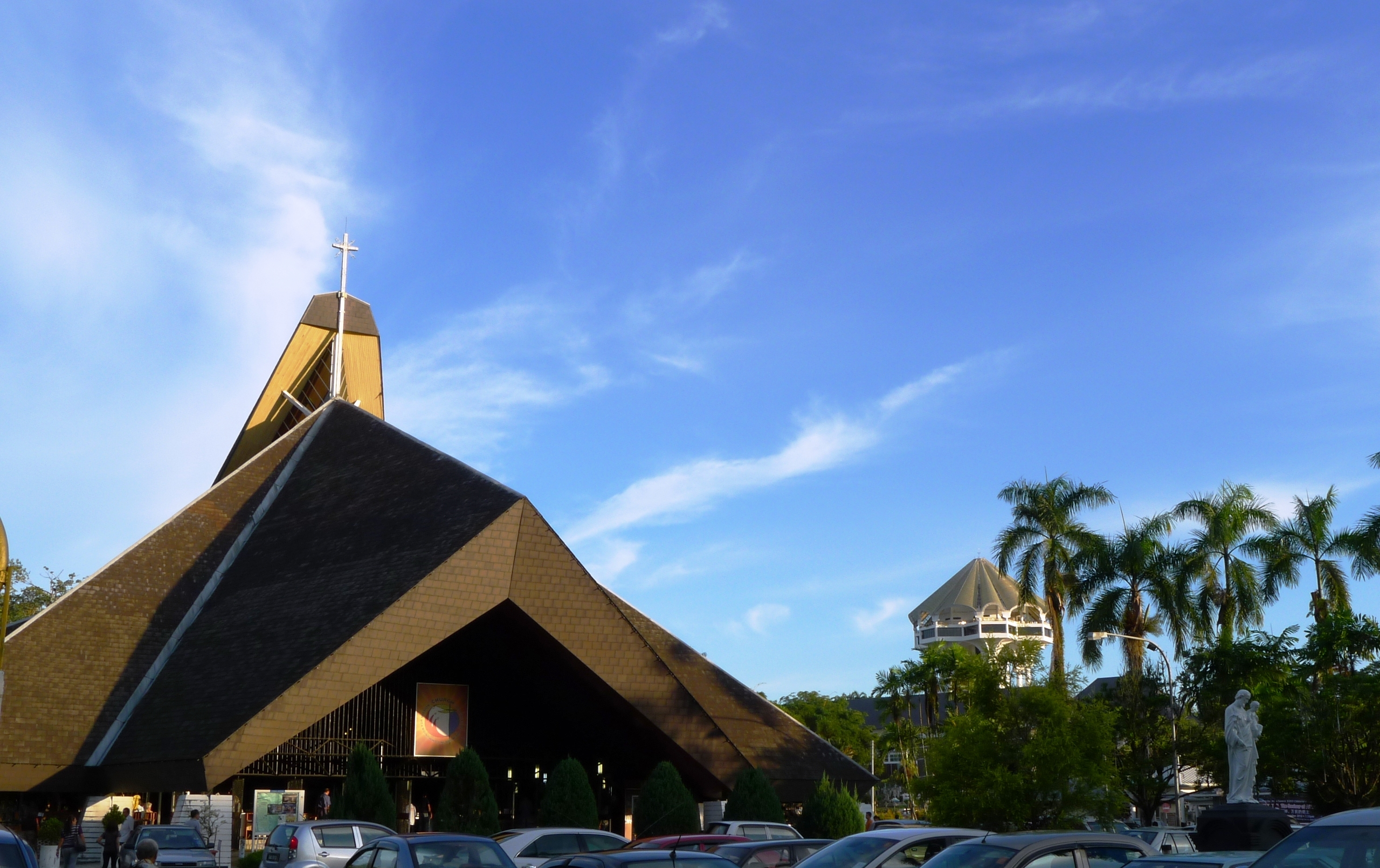
세인트요셉 대성당
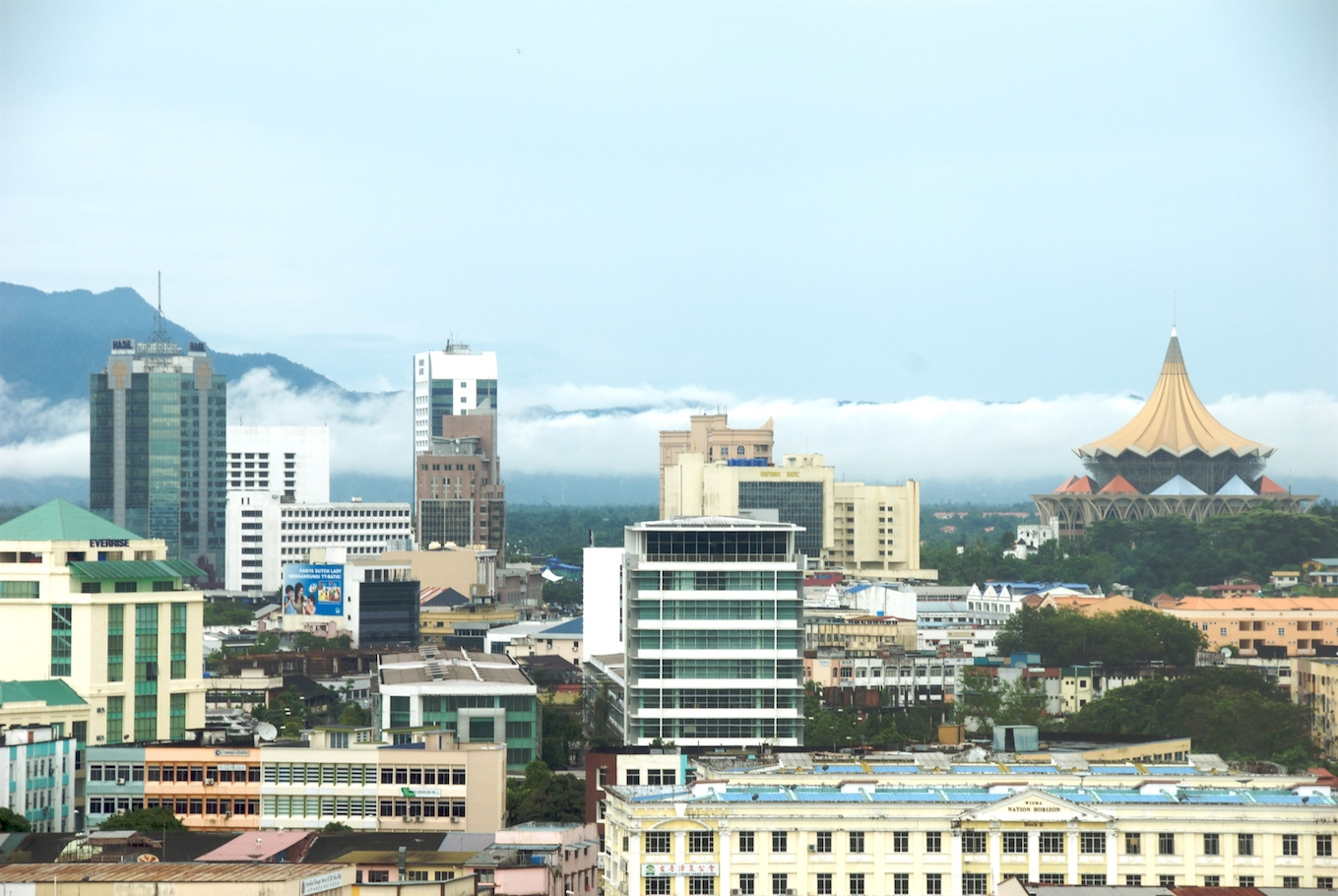
사라와크의 상업 중심지로 알려진 쿠칭의 한 시가지 전경
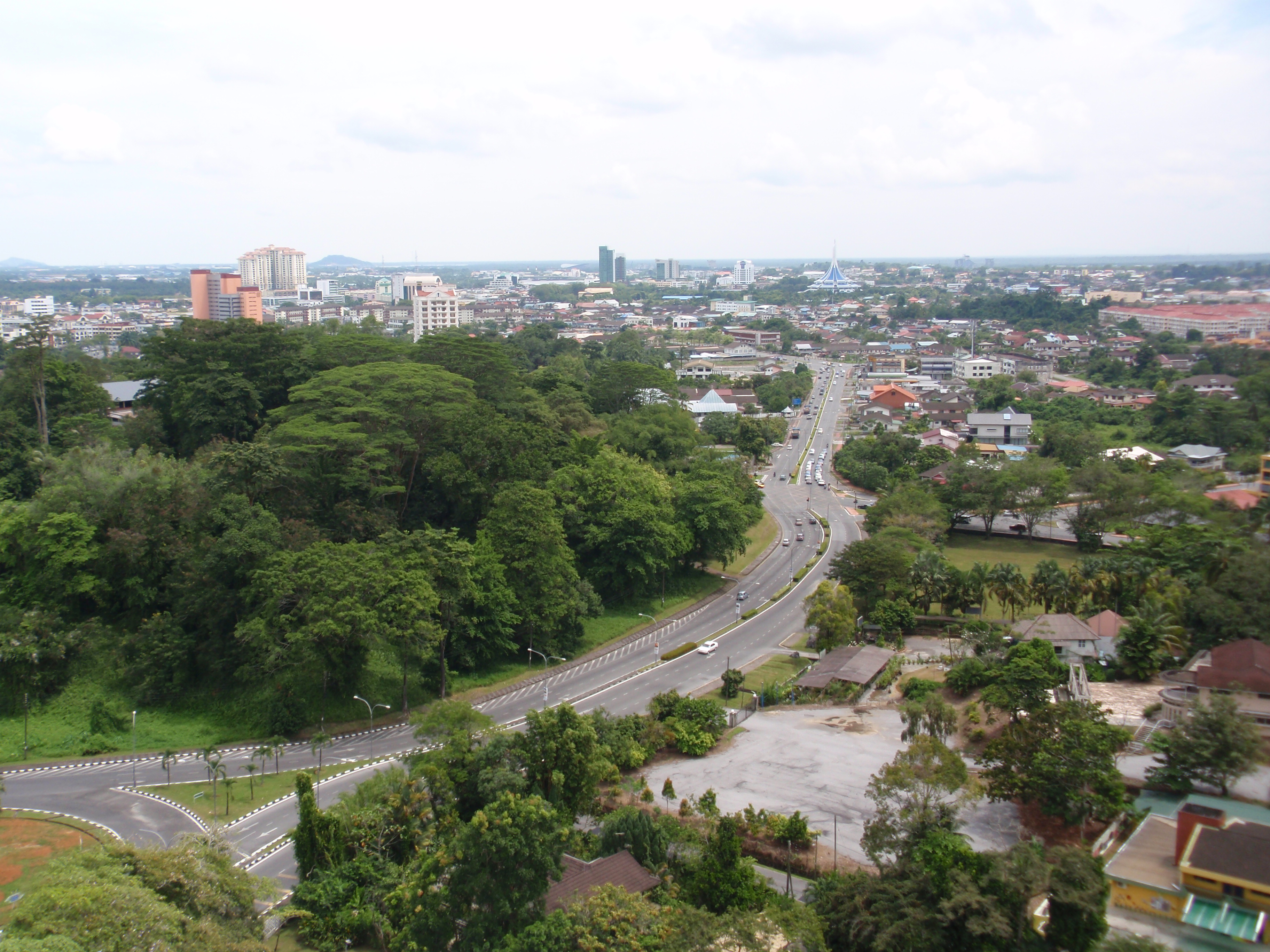
쿠칭 시가지에 가로지르는 간선도로의 모습
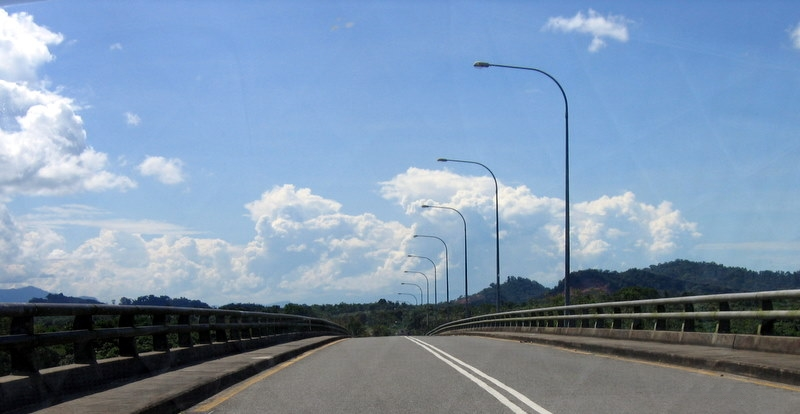
농촌과 도시를 이어주는 아스팔트 도로로, 도로의 선형상 새로이 정비되어 있다.
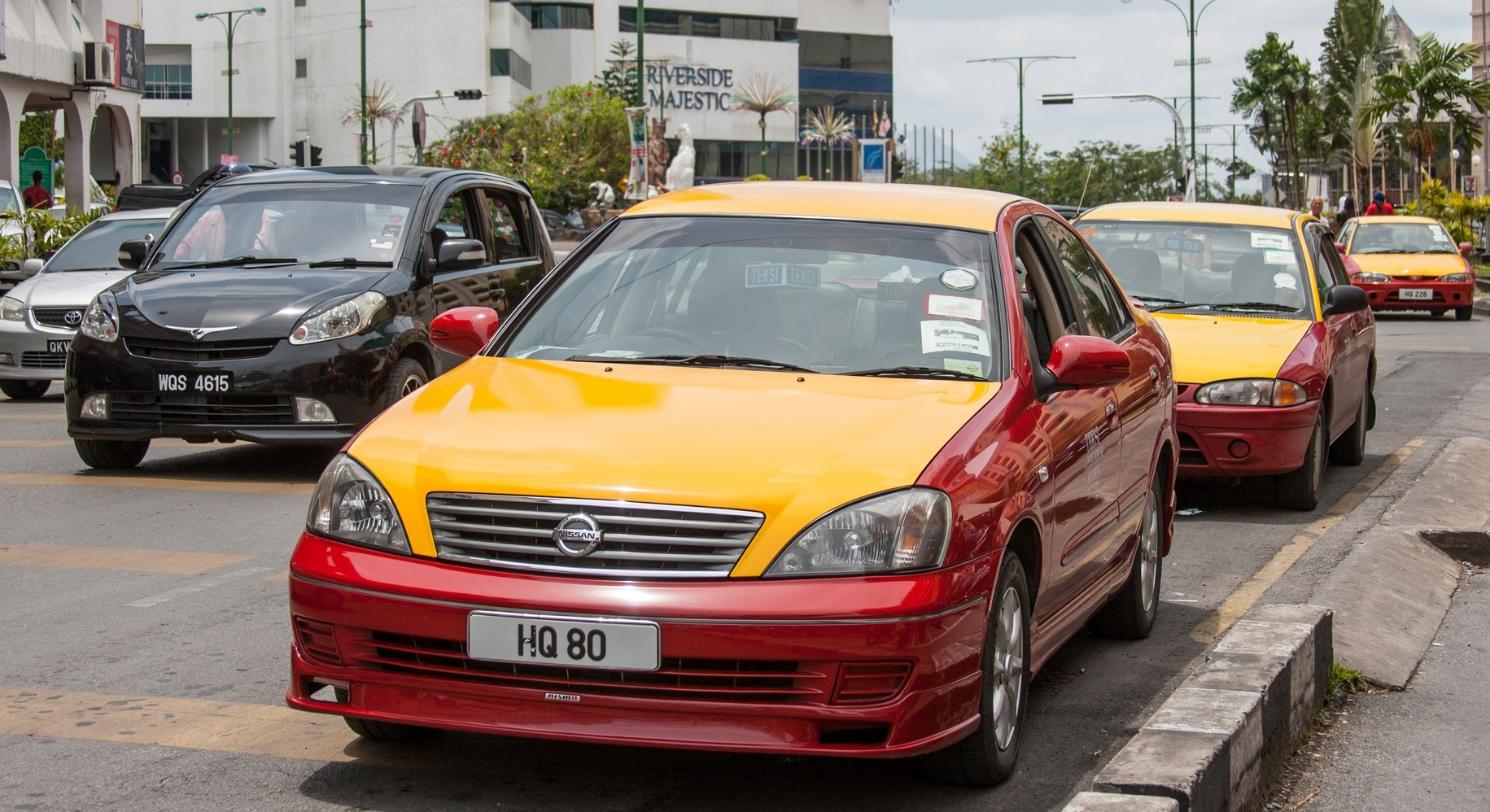
해당 도시의 주요 택시는 일반적으로 빨강, 노랑 등으로 칠한 상태이다.
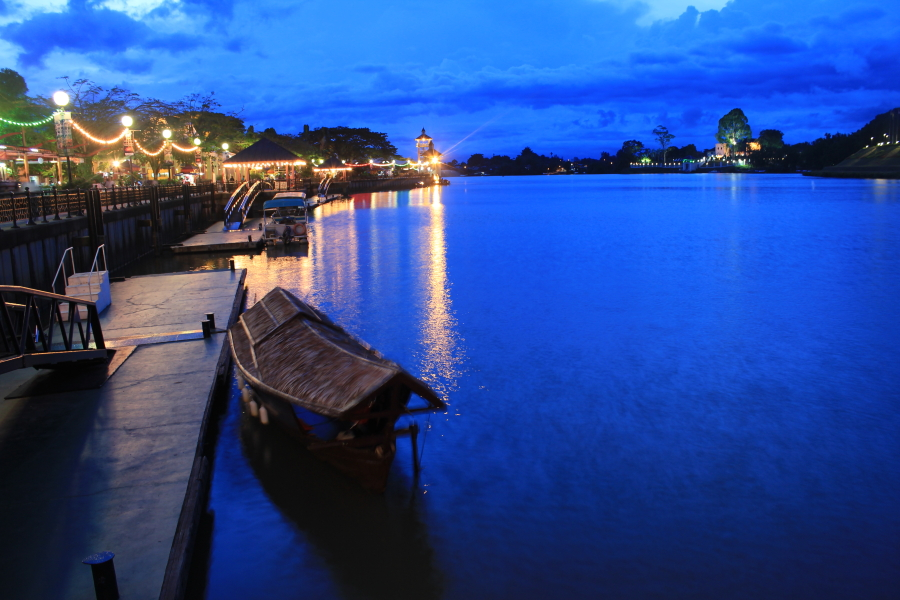
쿠칭의 주요 수상 교통수단의 하나로 알려진 삼판. 특이하게도 해당 삼판은 전통적인 지붕이 따로 설계되어 있다.
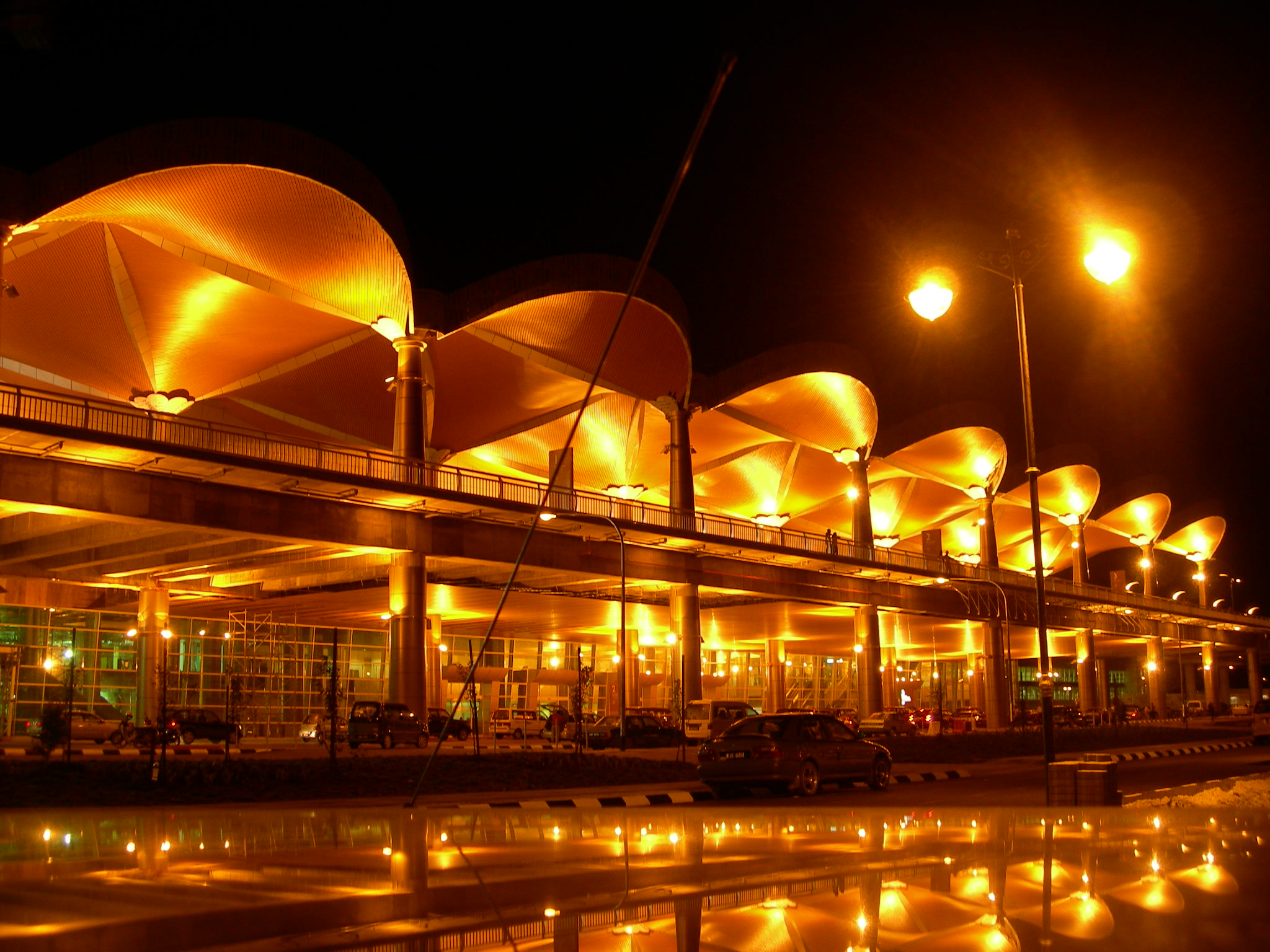
쿠칭 국제공항의 야경
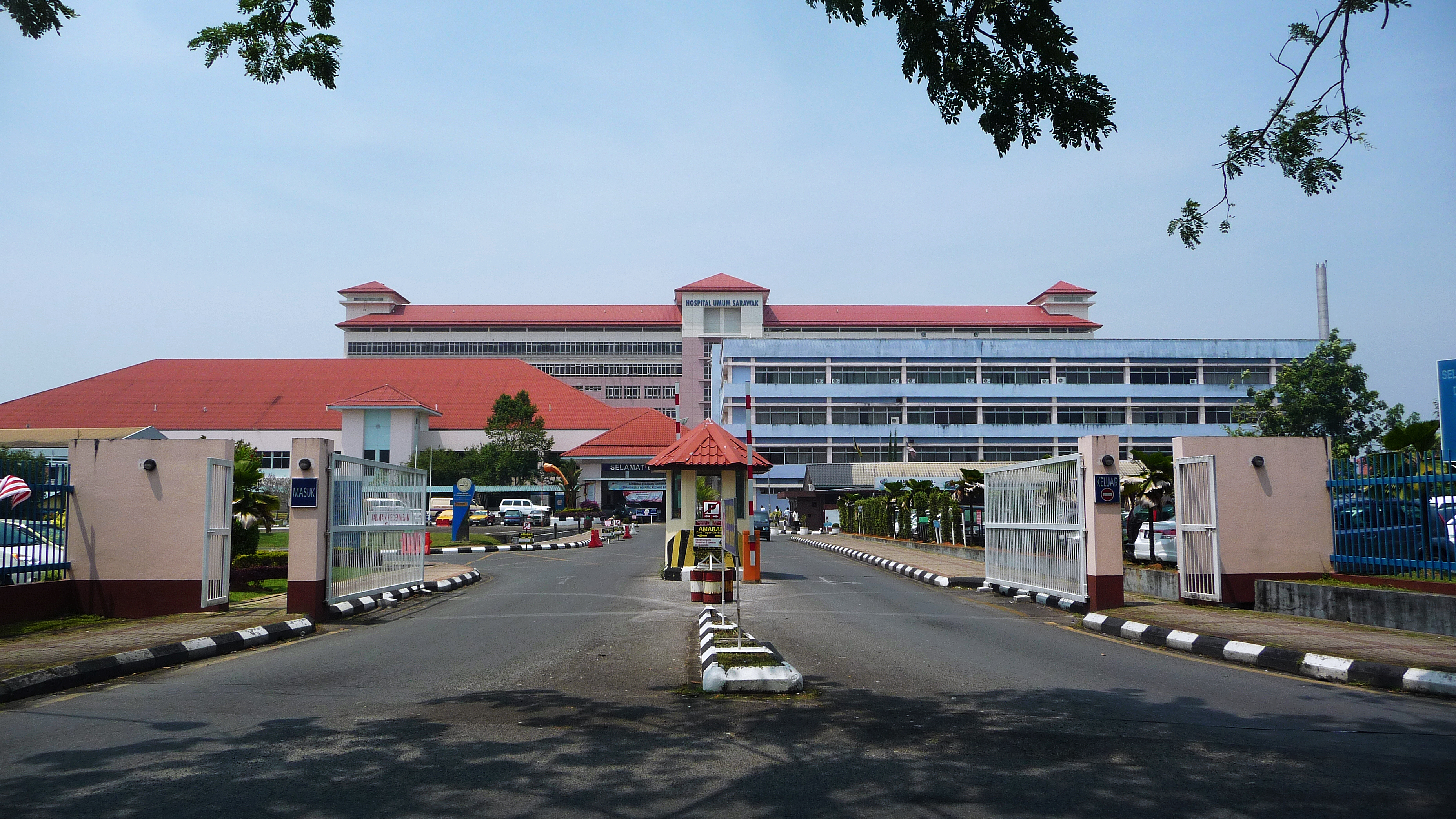
사라왁 종합병원 전경
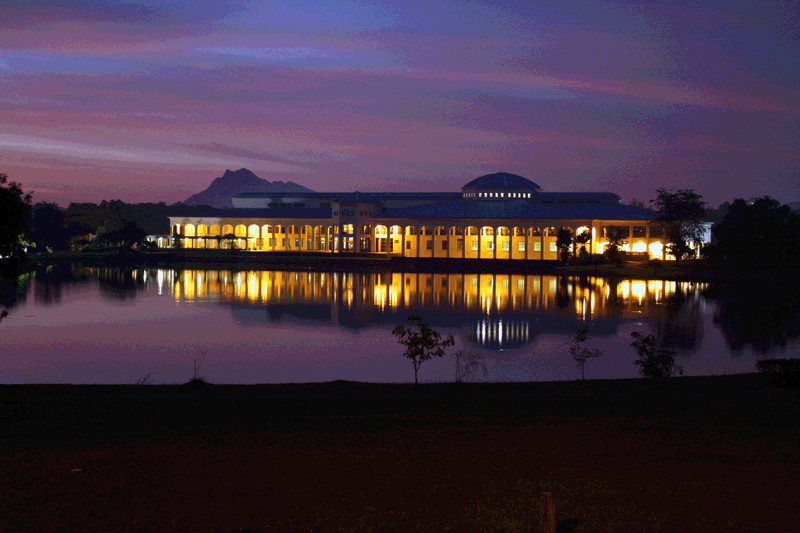
사라왁현립 도서관
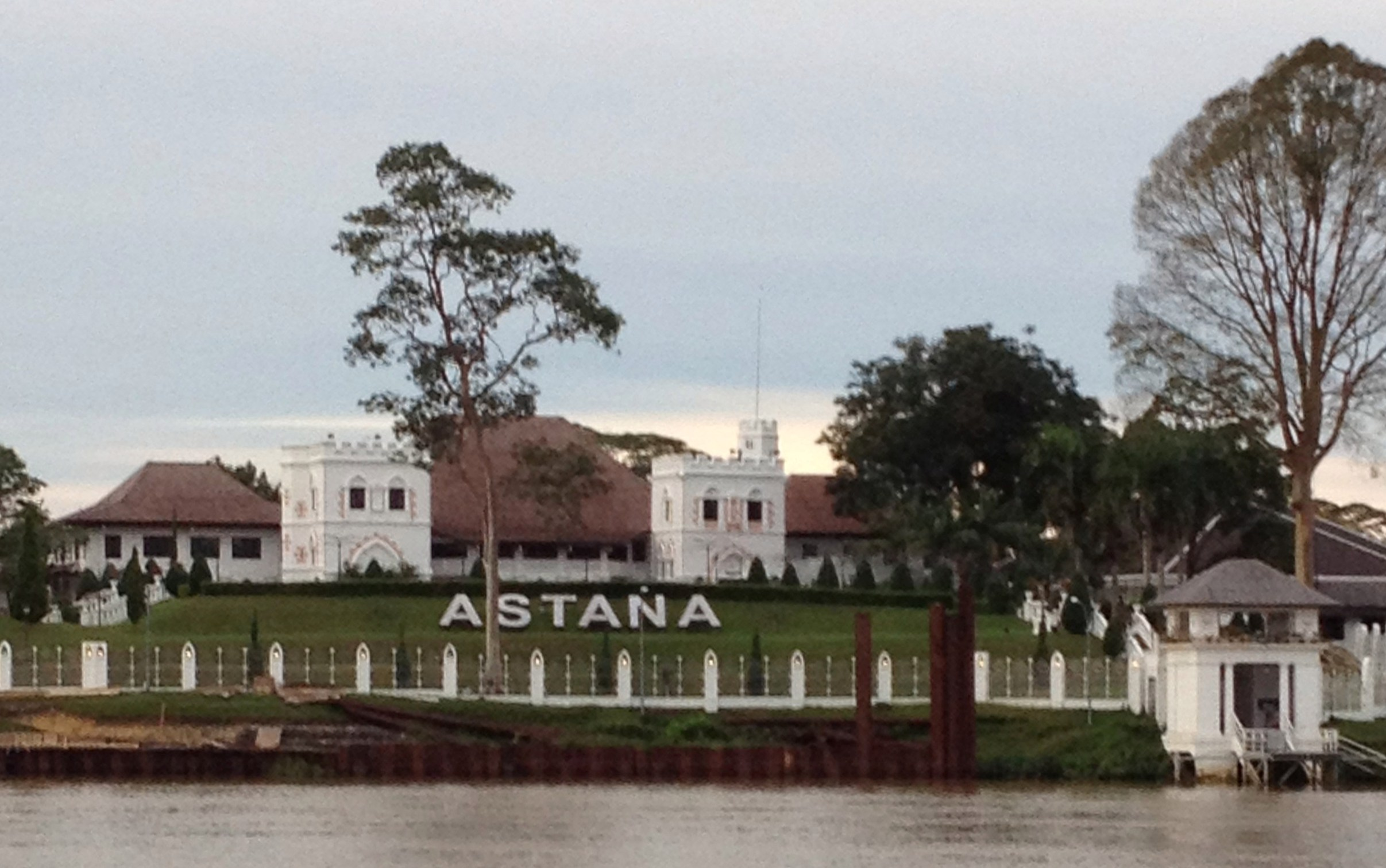
아스타나는 역사적인 명소 중의 하나로 손을 꼽힌 도시이다.
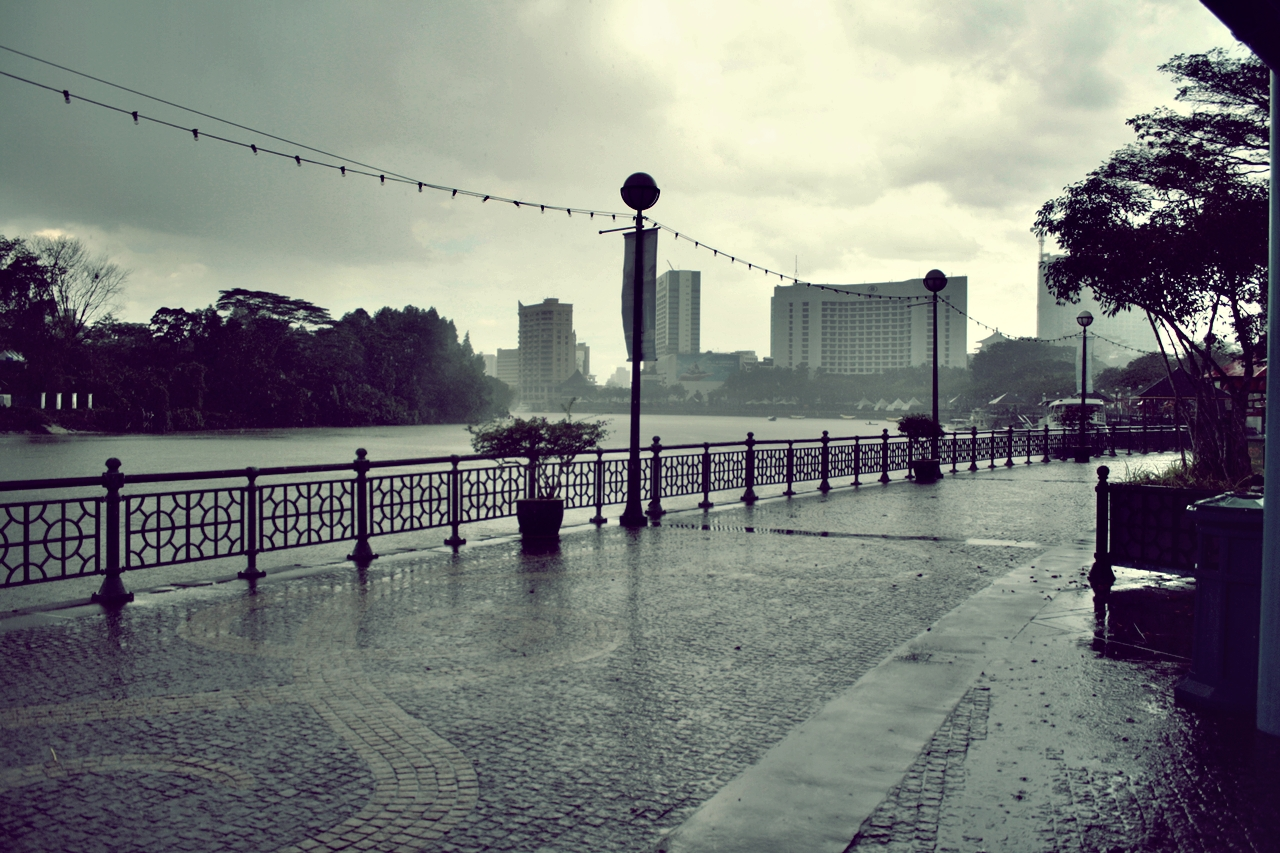
도시 수변을 따라 흐르는 지류이기도 하는 사라왁강의 모습
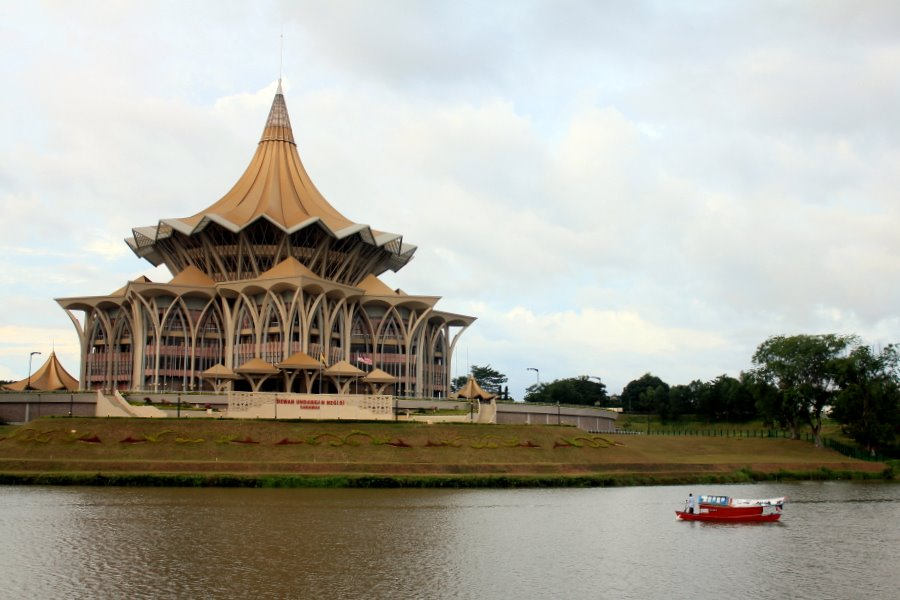
사라왁주의회 전용 빌딩 전경
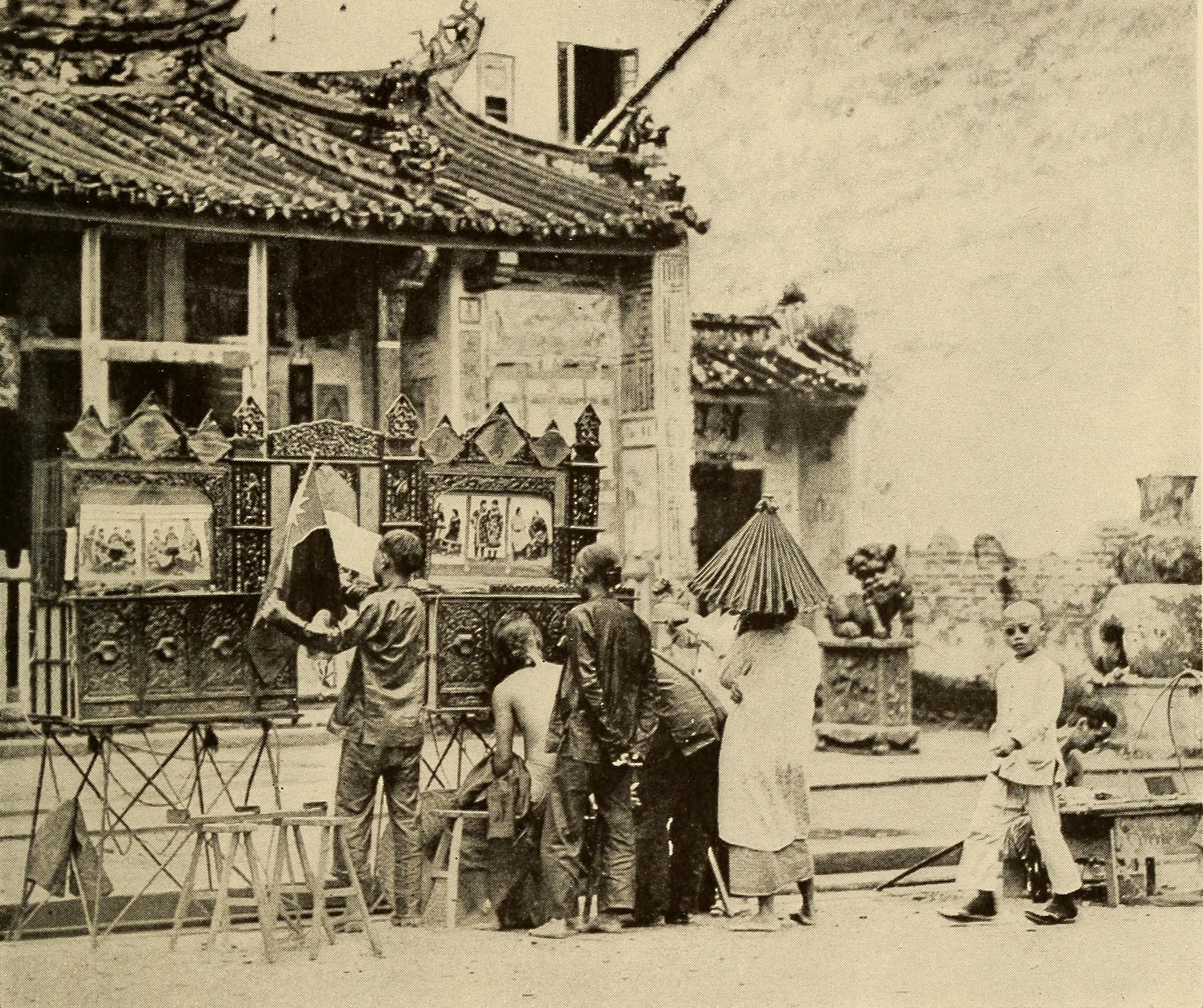
1919년 당시 쿠칭에서 치러졌던 인형극

## 같이 보기
- 허우퉁 고양이 마을
- 아오시마섬
- 아이노섬
- 유야케단단
- 욕지도
- 길리 트라왕안
- 이드라섬
- 라르고디토레아르헨티나(영어판)
- 춘천 효자마을